# Вильгельм Мекленбургский
Герцог Вильгельм Мекленбургский (нем. Wilhelm zu Mecklenburg, полное имя Фридрих Вильгельм Николас, нем. Friedrich Wilhelm Nicolas; 5 марта 1827, Людвигслюст — 28 июля 1879, Гейдельберг) — член великогерцогской семьи Мекленбург-Шверина, прусский офицер, генерал.

## Биография
Герцог Вильгельм — третий ребёнок и второй сын великого герцога Пауля Фридриха и его супруги Александрины Прусской, родился 5 марта 1827 года. Поступил на службу офицером в прусскую армию. 9 декабря 1865 года женился на своей кузине Александрине, дочери прусского принца Альбрехта и Марианны Оранской-Нассау. У них родилась дочь Шарлотта (1868—1944). В придворных кругах Берлина Вильгельм прослыл страстным игроком, женолюбом и кутилой и получил прозвище «принц Шнапс». 29 августа 1848 года был награждён орденом Святого Андрея Первозванного.
В Австро-прусско-итальянской войне Вильгельм в звании генерал-майора командовал бригадой лёгкой кавалерии. Во Франко-прусскую войну, уже будучи генерал-лейтенантом, командовал 6-й кавалерийской дивизией и 9 сентября 1870 года был ранен при взрыве цитадели в Лане. Вышел в отставку в 1875 году в звании генерала. Умер на операционном столе в Гейдельберге 28 июля 1879 года. Его тело в сопровождении племянника герцога Пауля Фридриха Мекленбургского было доставлено в Шверин и погребено 2 августа в Шверинском соборе.